# Тессинк, Ханс
Ханс Тессинк (англ. Hans Theessink; род. 5 апреля 1948 года, Энсхеде, Нидерланды) — голландский блюзовый гитарист, мандолинист и певец. Номинант Blues Music Awards в категории «Исторический блюзовый альбом» (1991), «Альбом акустического блюза» (2009) . Член Зала славы блюза Голландии. Лауреат премии Amadeus Austrian Music Award (2004) и ещё четырёхкратный номинант на неё. Его называют «вероятно № 1 европейским экспортёром блюза» . Играет исключительно акустический блюз в традициях дельта-блюза и пидмонт-блюза. 

## Биография
Ханс Тессинк родился в Энсхеде в 1948 году. Начал осваивать гитару и мандолину самостоятельно в подростковом возрасте . В середине 1960-х годов вошёл в состав скиффл-группы Silly Skiffle Group, с которой гастролировал по Нидерландам и Германии. В то же время он услышал по радио Биг Билла Брунзи, и, будучи восхищённым, с тех пор стал заниматься исключительно блюзом, что сам музыкант неоднократно подчёркивал. В первый раз записался в 1970 году выпустив в Германии EP Next Morning at Sunrise. В то время он жил в Дании и работал школьным учителем. В 1976 году записал свой дебютный LP Klasselotteriet. Профессиональная карьера музыканта развивалась, и вскоре он оставил работу. В 1981 году Ханс Тессинк переехал в Вену, где женился на своём менеджере Милице Джокич. Продолжая регулярно записываться, он много гастолирует, в том числе в США. Он выступал на концертах или участвовал в записи с такими музыкантами, как Джон Хаммонд, Лютер Эллисон, Рори Блок, Тадж Махал, Рон Вуд, The Dubliners, Clannad, Чарльз Браун, Терри Эванс, Дана Гиллеспи и Мэри Чапин. Ханс Тессинк является одним из немногих европейских музыкантов, которых приглашали на крупные американские фестивали, такие как «New Orleans Jazz & Heritage Festival», «Chicago Blues Festival», «Kerville Folk Festival», «Toronto Soul & Blues Festival», «Kansas City Blues & Jazz Festival», «Edmonton Folk Festival», «St.Louis Blues & Heritage Festival», «King Biscuit Blues Festival», «Woody Guthrie Festival» и «Ultimate Rhythm and Blues Cruise» .
С 1988 года Ханс Тессинк становится известным более широкой публике и в Нидерландах, большой успех имел альбом Baby Wants to Boogie. Следующий альбом Johnny & The Devil номинировался на Blues Music Awards в категории «Исторический альбом». С тех пор музыкант регулярно выпускает свои альбомы и даёт концерты. В 2004 году он получил австрийскую премию Amadeus за альбом Songs from the Southland, трибьют музыке американского Юга. Его совместный с альбом  Терри Эвансом 2008 года Vision номинировался на Blues Music Awards в категории «Альбом акустического блюза». 
Живёт в Вене. 
Long Island Blues Society: «Ханс поёт в том, что я называю прохладным стилем Дельта — воздушном и эфирном, но с глубокой связью с корнями блюза, которую он получил из многих посещений Дельты. Гитара Ханса — отличается ловким перебором, плавным скольжением и мягкостью речного ила Миссисипи» .
The Living Tradition: «Г-н Тессинк поет блюз голосом с текстурой черной патоки и играет на гитаре так, как будто он родился для этого» .
Сountry Blues: «Ханс Тессинк — один из самых крутых акустических музыкантов в Европе и одна из лучших звезд акустического блюза в мире… Этот парень — настоящая находка, просто мастер блюза, который настолько хорош, насколько это вообще возможно на каждом уровне» . 

## Дискография

### Альбомы
- 1976: Klasselotteriet (Rillerød)
- 1978: Slow & Easy (Autogram)
- 1980: Late Last Night (Kettle Records)
- 1981: Antoon Met 'N Bok (Not On Label)
- 1982: Cushioned For A Soft Ride Inside (Autogram)
- 1983: Titanic (Extraplatte)
- 1986: All Night Long (Extraplatte)
- 1987: Baby Wants To Boogie (Blue Groove)
- 1989: Johnny & The Devil (Blue Groove)
- 1992: Call Me (Blue Groove)
- 1994: Hard Road Blues (Blue Groove)
- 1995: Crazy Moon (Blue Groove)
- 1997: Journey On (Amigo, Blue Groove)
- 1998: Lifeline (Amigo)
- 1998: RTL3: Gitarre X 3 (Amigo)
- 2003: Songs From The Southland (Blue Groove)
- 2004: Goin' Down Slow (Marsk Music)
- 2006: Goin' Down Slow 2 (Marsk Music)
- 2007: Slow Train (Blue Groove)
- 2007: Live (Marsk Music)
- 2007: Visions (Blue Groove)
- 2011: Jedermann Remixed - The Soundtrack (Blue Groove)
- 2012: Delta Time (Blue Groove)
- 2013: Wishing Well (Blue Groove)
- 2014: Live At Jazzland (Sommelier Du Son)
- 2014: 65 Birthday Bash (Blue Groove)
- 2015: True & Blue Live (Blue Groove)
- 2017: Baby Wants To Boogie - Selection 1 (Blue Groove)
- 2019: 70 Birthday Bash (Blue Groove)
- 2019: Westernhelden (ORF)
- 2021: Pay Day (Blue Groove)